# (20529) Zwerling
(20529) Zwerling (1999 RM53) – planetoida z grupy pasa głównego asteroid okrążająca Słońce w ciągu 3,7 lat w średniej odległości 2,39 j.a. Odkryta 7 września 1999 roku.